# Mimesi
Il termine mimesi deriva dal greco μίμησις (mìmesis) e ha il significato generico di "imitazione", "riproduzione"; con la derivazione da μιμέομαι, miméomai, '(io) rappresento', e mimos, 'mimo', 'attore', acquista il senso specifico di "rappresentazione teatrale".
La prima occorrenza del verbo μιμεῖσθαι in riferimento alla poesia si trova nei versi 162-164 del terzo inno omerico, l'Inno ad Apolloː le fanciulle di Delo "di tutti gli uomini le voci e gli accenti sanno imitare [mimesthai]" (v. 163)

## Platone
Per Platone occorre distinguere la eidolopoietikè mimesis, la produzione di false immagini (idoli) che imitano le cose, e l'autopoietikè, la produzione delle cose stesse come simulacri che imitano la realtà delle forme ideali.
La mimesi è un'attività che riguarda sia gli uomini quando producono ad esempio i dipinti, sia gli dei quando creano i sogni. La mimesi umana va poi distinta in: 
- icastica, quando le immagini riproducono fedelmente il modello (eikones)
- fantastica, quando produce simulacri (phantasmata), copie illusorie che si ottengono ad esempio nella "pittura ad ombre"[6] utilizzando anche la prospettiva per ingannare lo spettatore[7]. Quest'arte dell'inganno è tipica della sofistica, mentre la mimesi icastica è dell'artefice divino del cosmo che crea le cose come copie fedeli dei modelli ideali eterni[8]

Aristotele vedeva l'origine di questa concezione platonica della mimesi icastica nelle dottrine pitagoriche che consideravano le cose sensibili come copie che riproducevano fedelmente i numeri eterni. In realtà Platone più che di imitazione preferisce parlare di "partecipazione" (metessi) delle cose alle idee, volendo affermare il principio della razionalità nella costituzione divina del mondo.
Platone spiega poi tramite un semplice esempio quanti tipi di mimesi sussistono: se ci riferiamo ad un letto, vi è la sua idea, che è la vera realtà dell'oggetto; il letto costruito da un artigiano, che lo fabbrica sulla base del modello ideale; e infine il letto come lo dipinge fantasticamente un pittore. Vi sono dunque tre artefici: un dio che produce l'idea-letto, un dio Demiurgo che, come un artigiano, produce la cosa letto sul modello dell'idea e infine un pittore-imitatore che appunto "imita", senza riferirsi all'idea-letto, il letto che ha fabbricato il falegname. 
Riguardo alla mimesi artistica Platone nel II e III libro della Repubblica scrive non di artisti ma di artigiani che dovrebbero collaborare - producendo e imitando oggetti che non si trovano in natura - con le altre due classi, dei guardiani e dei filosofi, al benessere dello Stato. Tutti, artigiani e artisti, per Platone sono imitatori, cioè quelli che
Il pittore, lo scultore e il poeta, però, non producono oggetti utili ma semplicemente copie e quindi si pone il problema se essi possano far parte dello Stato ideale. La risposta affermativa è condizionata al fatto che la loro attività sia utile alla buona educazione dei cittadini. Quando i bambini ascoltano le storie di Omero, «il giovane non è in grado di giudicare ciò che è allegoria e ciò che non lo è» e poiché «tutte le impressioni che riceve a tale età divengono in genere incancellabili e immutabili», è «assai importante che le prime cose udite dai giovani siano favole narrate nel miglior modo possibile con l'intento di incitare alla virtù».
Quindi non una generica condanna dell'arte in quanto imitazione di un'imitazione, ma l'accettazione di essa condizionata ad un'utile funzione pedagogica da valutare attraverso un attento giudizio censorio che se negativo, anche per valutazioni metafisiche e gnoseologiche, può portare all'espulsione dallo Stato dei poeti e dei pittori, «imitator[i] dell'oggetto di cui gli altri sono artigiani».

## Aristotele
Aristotele non aderisce alla condizionata condanna platonica dell'imitazione, ma la rivaluta concependola come una tecnica (dal greco τέχνη (téchne), "arte" nel senso di "perizia", "saper fare", "saper operare") che contiene valori tali da formare una copia che, pur materiale, corrisponde tuttavia allo spirito dell'artista.
Secondo Aristotele nella imitazione vi sono tre diversi gradi: o si imitano le cose come sono o si imitano come sembra che siano o si imitano come debbono essere. Egli distingue quindi la mimesi diretta operata nella tragedia e nella commedia da quella narrativa che è alla base dell'epica ma nella imitazione egli annovera anche arti diverse da quelle contenenti un valore essenzialmente estetico di bellezza come, ad esempio, l'arte culinaria che con la cottura dei cibi favorisce la loro digestione: intendendo in questo modo che la mimesi non va ridotta alla rappresentazione delle cose naturali ma va intesa come un utile operare simile a quello effettuato dalla natura stessa. A questa teoria che amplia il concetto di mimesi aderirà tutta l'estetica occidentale sino al secolo XVIII.

## La crisi del concetto di mimesi
Il concetto antico di mimesi comincia ad essere messo in discussione a partire dal '700 con la scuola empiristica inglese di Edmund Burke, la quale rifiuta che la mimesi possa riguardare la poesia che tratta dei sentimenti e delle emozioni. Per Rousseau tutta l'arte va ricondotta nell'ambito delle passioni. Nella letteratura tedesca da Friedrich Gottlieb Klopstock e Novalis a E.T.A. Hoffmann la forza della poesia si basa essenzialmente sull'immaginazione. Kant infine anticipa le tesi romantiche elaborate dai fratelli Friedrich e Wilhelm August von Schlegel e fino a Wilhelm von Humboldt e a Fichte, svalutando del tutto nella Critica del giudizio il concetto di mimesi perché nell'"arte bella" non ci sono regole e imitatori: il genio è la felice sintesi di immaginazione e intelletto, di spontaneità e regole non scritte, per cui l'artista gode di un'assoluta libertà creativa dove l'intelletto è presente, ma non più come costrizione razionale, come avviene nel campo della conoscenza, bensì come capacità di realizzare l'opera secondo il proprio naturale gusto estetico.
Nel XX secolo sul principio dell'imitazione sono state composte importanti opere, tra cui quelle di Erich Auerbach, sulla mimesi in letteratura, e di Rudolf Arnheim, Ernst Gombrich e Nelson Goodman, sulla mimesi nelle arti figurative.